# The Index
The Index es un rascacielos de uso mixto que se sitúa en la ciudad de Dubái, Emiratos Árabes Unidos. Este rascacielos, de 326 metros de altura y 80 plantas, terminó de construirse a finales del año 2009, y fue inaugurado en 2010. Sus primeras 35 plantas sirven de oficinas y las 45 superiores de apartamentos privados. La torre se orienta de tal manera que los núcleos de hormigón del este y oeste abriguen los pisos del áspero sol del desierto además de los efectos climáticos del área. En la fachada sur se utilizan extensas cortinas para minimizar la incidencia del sol a esta zona. Un piso doble al aire libre separa las zonas hoteleras y residenciales. En este espacio al aire libre se sitúan zonas de ocio como una piscina, un gimnasio y restaurantes.

## Galería

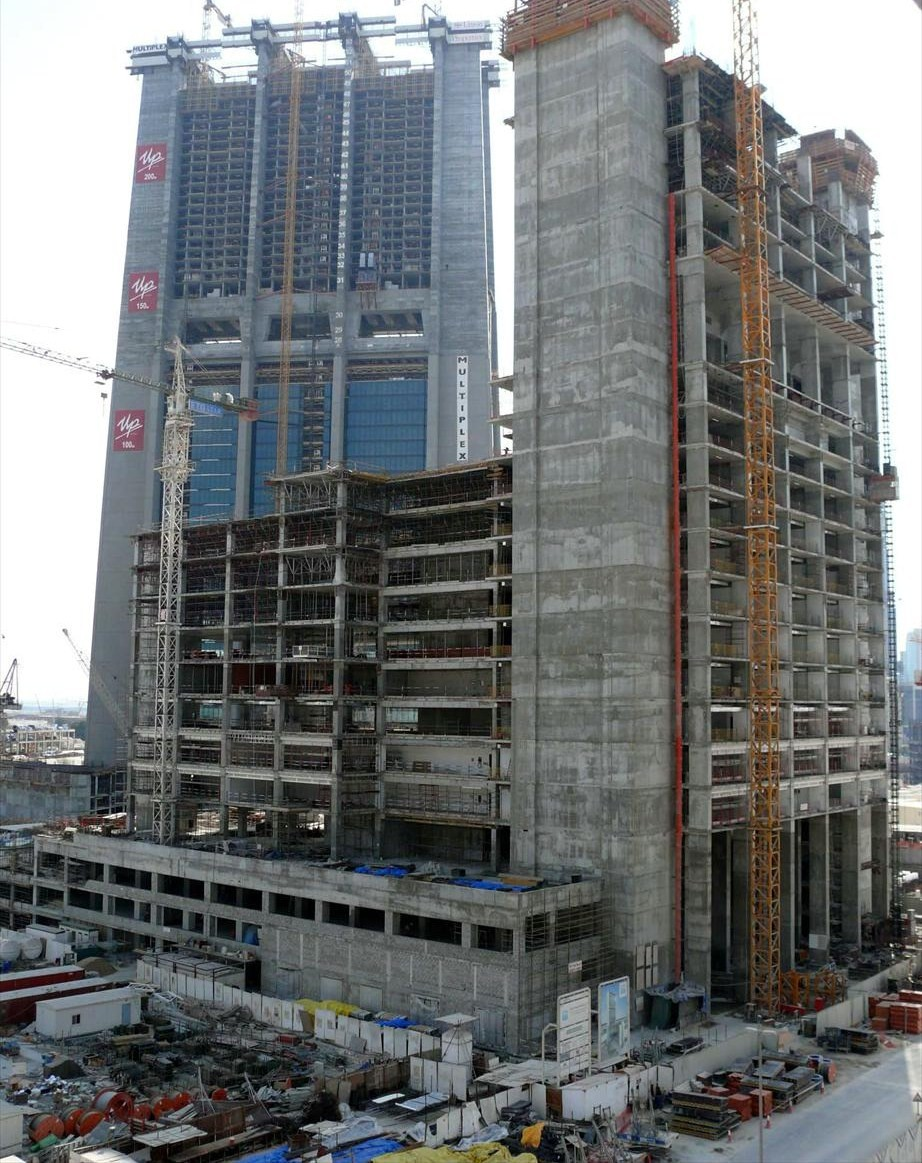
Diciembre de 2007